# Frédéric Swarts
Frédéric Jean Edmond Swarts (Ixelles, 2 settembre 1866 – Gand, 6 settembre 1940) è stato un chimico belga, famoso per le sue ricerche su composti organici fluorurati.

## Vita
Frédéric Swarts nacque a Ixelles, vicino a Bruxelles. Suo padre Théodore era assistente di Kekulé all'Università di Gand e gli succedette nel 1867. Swarts entrò all'Università di Gand nel 1883; nel 1889 diventò Docteur en chemie e nel 1891 Docteur en médecine. Nel 1901 fu incaricato di insegnare chimica generale a studenti di ingegneria. Due anni dopo, al pensionamento del padre, gli succedette nell'insegnamento di chimica generale nella facoltà di scienze. Nel 1910 fu nominato professore ordinario. Continuò ad insegnare fino al suo pensionamento nel 1935. In seguito continuò a fare ricerche in laboratorio fino a poco prima della sua morte, avvenuta nel 1940 a causa di un'infezione polmonare.

## Ricerche
Swarts fu un pioniere nella sintesi di composti fluorurati. Inizialmente introdusse un nuovo processo di fluorurazione indiretta (reazione di Swarts, 1892) usando una miscela di bromo e trifluoruro di antimonio. In seguito usò Hg2F2 come agente fluorurante per sintetizzare fluoruri alchilici, acido fluoroacetico e altri composti monofluorurati. Ottenne inoltre un gran numero di derivati di metano ed etano contenenti cloro e fluoro, o bromo e fluoro. I composti contenenti cloro e fluoro furono i primi composti fluorurati entrati in commercio, con il nome generico "freon". In seguito riuscì anche a preparare l'acido trifluoroacetico e vari suoi derivati.
Avendo così a disposizione un gran numero composti organici fluorurati, li studiò dal punto di vista chimico-fisico, determinandone vari parametri come calore di combustione, punto di ebollizione, indice di rifrazione, viscosità. Nel 1919 pubblicò un articolo con dati su più di 60 composti fluorurati.

## Incarichi e onorificenze
Fra i vari incarichi, Swarts fu socio fondatore e in seguito vicepresidente della IUPAC, presidente del comitato nazionale belga della chimica, presidente del comitato scientifico dell'Istituto Internazionale di chimica Solvay. Tra le numerosissime onorificenze ottenne i seguenti riconoscimenti: medaglia d'oro dalla Accademia Reale delle Scienze del Belgio e in seguito suo membro, membro della Royal Institution di Gran Bretagna, Grand'Ufficiale dell'Ordine della Corona (Belgio), Commendatore dell'Ordine di Leopoldo, Ufficiale della Legion d'onore. Ricevette lauree honoris causa dalle università di Bruxelles, Cambridge e Nancy.

## Opere
I risultati delle ricerche di Swarts sono pubblicati per lo più sul Bulletin de l'Académie royale de Belgique. Altri articoli sono apparsi sul Bulletin de la Société chimique de Belgique e sul Journal de Chimie physique. Scrisse inoltre i seguenti libri:
- F. Swarts, Cours de chimie organique, Gand, Hoste, 1906.
- F. Swarts, Cours de chimie inorganique, Gand, Hoste, 1908.